# 24è Festival Internacional de Cinema de Berlín
El 24è Festival Internacional de Cinema de Berlín va tenir lloc entre el 21 de juny i el 2 de juliol de 1974. L'Os d'Or fou atorgat a la pel·lícula canadenca The Apprenticeship of Duddy Kravitz dirigida per Ted Kotcheff.

## Jurat
El jurat del festival va estar format per les següents persones:
- Rodolfo Kuhn (president)
- Margaret Hinxmann
- Pietro Bianchi
- Gérard Ducaux-Rupp
- Kurt Heinz
- Akira Iwasaki
- Arthur Knight
- Manfred Purzer
- Piet Ruivenkamp

## Pel·lícules en competició
Les següents pel·lícules van competir per l'Os d'Or:
| Títol original                        | Director(s)              | País         |
| ------------------------------------- | ------------------------ | ------------ |
| Ankur                                 | Shyam Benegal            | Índia        |
| The Apprenticeship of Duddy Kravitz   | Ted Kotcheff             | Canadà       |
| Asayake no uta                        | Kei Kumai                | Japó         |
| Bobbys krig                           | Arnljot Berg             | Noruega      |
| Charley One-Eye                       | Don Chaffey              | Regne Unit   |
| De loteling                           | Roland Verhavert         | Bèlgica      |
| El amor del capitán Brando            | Jaime de Armiñán         | Espanya      |
| En handfull kärlek                    | Vilgot Sjöman            | Suècia       |
| Fontane Effi Briest                   | Rainer Werner Fassbinder | Alemanya     |
| Ha'Ya'ar Ha-Kasum                     | Shlomo Suriano           | Israel       |
| Im Namen des Volkes                   | Ottokar Runze            | Alemanya     |
| L'horloger de Saint-Paul              | Bertrand Tavernier       | França       |
| La Patagonia rebelde                  | Héctor Olivera           | Argentina    |
| Le Pélican                            | Gérard Blain             | França       |
| Les guichets du Louvre                | Michel Mitrani           | França       |
| Little Malcolm                        | Stuart Cooper            | Regne Unit   |
| Maa on syntinen laulu                 | Rauni Mollberg           | Finlàndia    |
| Pane e cioccolata                     | Franco Brusati           | Itàlia       |
| Predstava Hamleta u selu Mrduša Donja | Krsto Papić              | Iugoslàvia   |
| Sagarana, o Duelo                     | Paulo Thiago             | Brasil       |
| Tabiate bijan                         | Sohrab Shahid-Saless     | Iran         |
| There Is No 13                        | William Sachs            | Estats Units |
| Two                                   | Charles Trieschmann      | Estats Units |
| Zeami                                 | Susumu Harada            | Japó         |

## Premis
El jurat va atorgar els següents premis:
- Os d'Or: The Apprenticeship of Duddy Kravitz de Ted Kotcheff
- Os de Plata - Gran Premi del Jurat: L'horloger de Saint-Paul de Bertrand Tavernier
- Os de Plata:
  - Pane e cioccolata de Franco Brusati
  - Tabiate bijan de Sohrab Shahid-Saless
  - Little Malcolm de Stuart Cooper
  - Im Namen des Volkes d'Ottokar Runze
  - La Patagonia rebelde d'Héctor Olivera
- Premi FIPRESCI
  - Tabiate bijan de Sohrab Shahid-Saless